# Sanka (Krzeszowice)

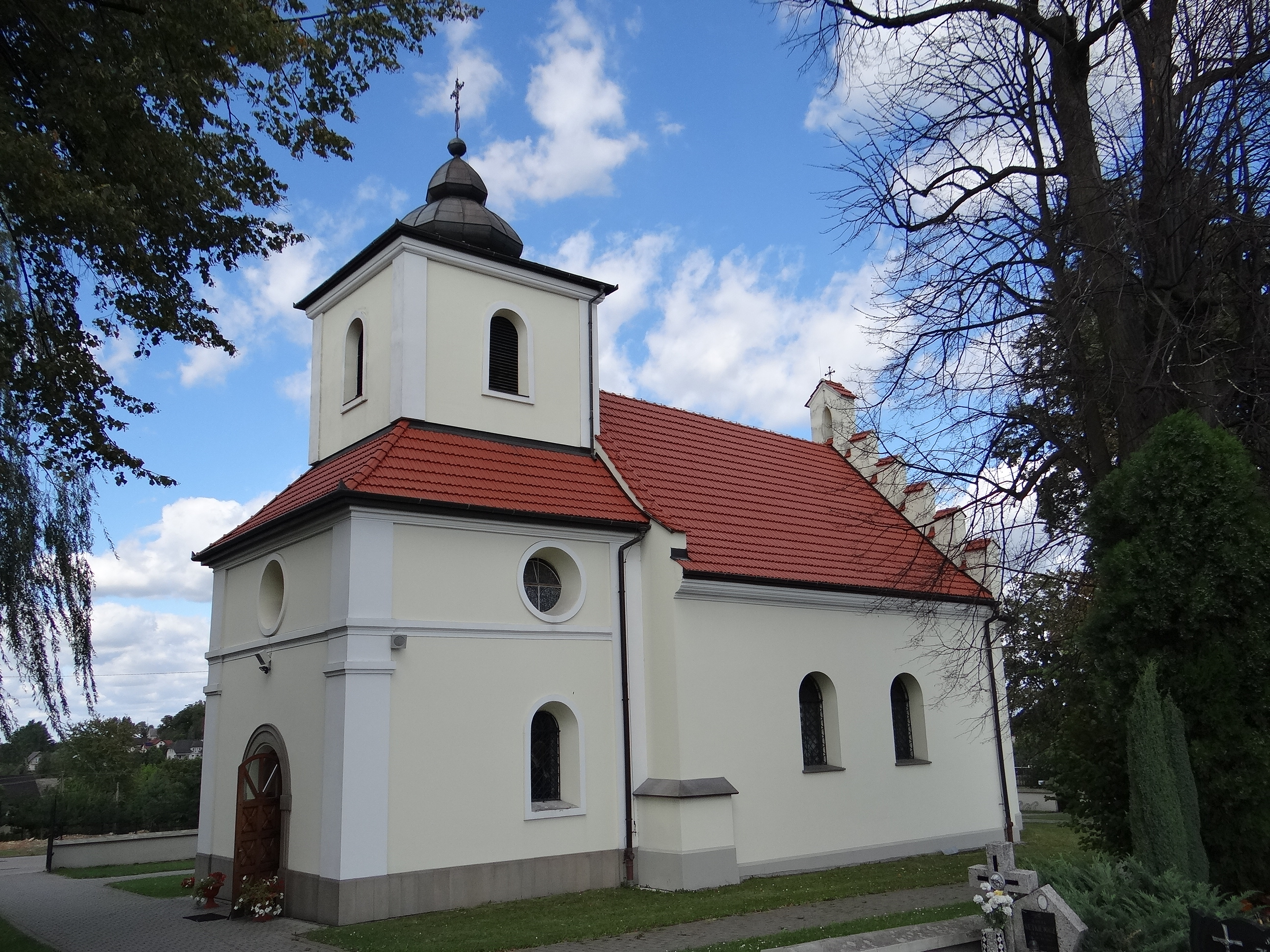
Sankt-Jakobs-Kirche (1618–1624, 1783, 1834) auf dem Kleinpolnischen Jakobsweg

Sanka ist eine Ortschaft mit einem Schulzenamt der Gemeinde Krzeszowice im Powiat Krakowski der Woiwodschaft Kleinpolen in Polen.

## Geografie
Sanka liegt im Garb Tenczyński im Krakau-Tschenstochauer Jura an der Höhe bis zu 388 m. Die Nachbarorte sind Frywałd im Norden, Baczyn im Nordosten, Czułów im Osten, Rybna im Süden, sowie Zalas im Nordwesten.

## Geschichte
Das Dorf Sosnka wurde im Jahr 1269 zum ersten Mal erwähnt, danach folgte die Kirche (1323) und die Pfarrei Sosnka im Peterspfennigregister der Jahre 1346–1358 im Dekanat Zator des Bistums Krakau. Der Name, in der Vergangenheit Sosnka, Sonka und Sanka, ist topographisch und ist die diminutive Form von sosna, deutsch Kiefer.
In den Jahren 1581 bis 1625 wurde die örtliche Kirche auf Initiative des Besitzers des Dorfs, Adam Świerczowski, zum Sitz einer reformierten Gemeinde. In den Jahren 1618 bis 1624 wurde die neue römisch-katholische Kirche von Zygmunt Świerczowski erbaut. Bis zum frühen 20. Jahrhundert wurde das Dorf in zwei Teile geteilt: Wielka Sanka (etwa Groß-Sanka, mit der Kirche) und Mała Sanka (Klein-Sanka mit dem Gutshof).
Bei der dritten Teilung Polens wurde Sanka 1795 Teil des habsburgischen Kaiserreichs. In den Jahren 1815–1846 gehörte das Dorf zur Republik Krakau, 1846 wurde es als Teil des Großherzogtums Krakau wieder in die Länder des Kaisertums Österreich annektiert. Ab dem Jahr 1855 gehörte Sanka zum Bezirk Chrzanów.
1918, nach dem Ende des Ersten Weltkriegs und dem Zusammenbruch der k.u.k. Monarchie, wurde Sanka Teil Polens. Unterbrochen wurde dies nur durch die Besetzung Polens durch die Wehrmacht im Zweiten Weltkrieg. Es gehörte dann zum Distrikt Krakau im Generalgouvernement.
Von 1975 bis 1998 gehörte Sanka zur Woiwodschaft Krakau.